# 蛇鰻
蛇鰻（ophichthus ophis、spotted snake eel），為輻鰭魚綱鰻鱺目糯鰻亞目蛇鰻科的其中一種，分布於西大西洋區，從美國佛羅里達州南部、巴哈馬群島至巴西海域，棲息深度21-50公尺，體長可達210公分，棲息在沿海沙泥底質海域，會將身體埋藏於沙泥中，屬肉食性，以魚類、章魚等為食，可做為食用魚及餌魚。
鳗体细长似蛇状。吻尖，突出。口裂大，后端达眼下方或后方。眼小。前鼻孔位于上唇前部上方或吻端突出部分的腹面，呈短管或缘瓣；后鼻孔常位于眼下或眼后。舌附于口底，牙尖锐，锥形或颗粒状，排列成带或行。鳃孔侧位或腹位。背、臀鳍不相连；胸鳍发达或否，退化或消失；无尾鳍，尾端尖秃。
栖息于暖温带及热带海洋到近岸浅水区，个别种类进入河口及淡水中。穴居于泥沙底质的低潮区或近岸处，吞食蛭、蛤及其他底栖动物，有些成为蛏田养殖中的主要敌害。肉味美，可供食用，也可作钓捕鲨鱼的饵料。

## 擴展閱讀
維基物種上的相關：蛇鰻